# 푸토성
푸토성(베트남어: Phú Thọ / 富壽省)은 베트남 베트남 북부 홍강 삼각주의 끝에 위치하여 하노이와 북쪽 산맥으로 뚜옌꽝성, 하장성, 옌바이성, 라오까이성 등과 연결된다. 푸토성의 성도는 비엣찌시이며, 하노이에서 북서쪽으로 80km, 노이 바이 국제공항에서는 50km 떨어진 곳에 위치하고 있다.

## 역사
푸토라는 말은 한월어 부수(富壽)에서 왔다.
푸토성의 역사는 홍방 시대인 기원전 3천년 초로 거슬러 올라간다. 따라서, 이 지방은 적귀(Xích Quỷ, 赤鬼)라고 알려진 최초의 베트남 국가의 일부였다. 이 시기의 베트남 통치자들은 현재 총칭 훙왕(雄王)으로 알려져 있다. 이후 수도를 퐁쩌우(峯州)로 옮겼는데, 이는 이 지방의 역사적인 증거로서 받아들여진다. 이 지방에는 이 역사적 혈통과 연계된 축제가 많다. 툭판 왕조 때인 기원전 3세기부터 응이얼린(Nghĩa Lĩnh) 산에 위치한 훙 사찰 단지는 나라를 건설한 공로를 인정받은 훙왕들에게 봉헌하기 위해 건설되었다.
1999년 12월, 도내 미등록 개신교 가정 교회의 지도자인 응우옌 투티는 “공무 방해”를 이유로 징역 1년을 선고받았고, 이 지방에서는 종교적인 논란이 일기도 했다.

## 지리
전체 면적은 3,465km2이며, 인구는 1997년을 기준으로 1,296,178명이며, 도시 인구는 15%, 농촌 인구는 85%에 이른다. 평균 인구 밀도는 21,042명/km2인 비엣찌시를 제외하고는 3706명/km2이다. 푸토성에는 세 개의 큰 강이 있으며, 홍강, 로강, 다강이 전체 200km 길이로 뻗어 있다.

### 기후
토지는 꽤 비옥한 편이며, 날씨도 온화한 편이다. 평균 온도 23 °C, 가장 높은 달은 7월로 29 °C이며, 가장 낮은 달은 2월로 15 °C이다. 연평균 습도는 85%애 이르며, 우기인 3월에서 10월까지는 습도가 높아지고, 건기에는 80% 이하로 떨어진다. 연간 강수량은 1800mm로 8월에 가장 많이 내리며, 1월 강수량이 가장 적다. 4월에서 9월 사이에 내리는 강수량이 대부분이다.

## 행정 구역
푸토성에는 3개의 시, 1개의 시사, 18개의 현이 있다.

### 시
- 비엣찌시 (Việt Trì / 越池)
- 빈옌시 (Vĩnh Yên / 永安) - 성도
- 푹옌시 (Phúc Yên / 福安)
- 호아빈시 (Hòa Bình / 和平市)

### 시사
- 푸토 시사 (Phú Thọ / 富壽)

### 현
- 껌케현 (Cẩm Khê / 錦溪)
- 도안훙현 (Đoan Hùng / 端雄)
- 하호아현 (Hạ Hòa / 夏和)
- 럼타오현 (Lâm Thao / 臨洮)
- 푸닌현 (푸토성) (Phù Ninh / 扶寧)
- 땀농현 (푸토성) (Tam Nông / 三農)
- 떤선현 (Tân Sơn / 新山)
- 타인바현 (Thanh Ba / 靑波)
- 타인선현 (Thanh Sơn / 淸山)
- 타인튀현 (Thanh Thuỷ / 淸水)
- 옌럽현 (Yên Lập / 安立)
- 빈쑤옌현 (Bình Xuyên / 平川)
- 럽탁현 (Lập Thạch / 立石)
- 송로현 (Sông Lô / 瀧瀘)
- 땀다오현 (Tam Đảo / 三島)
- 땀즈엉현 (Tam Dương / 三陽)
- 빈뜨엉현 (Vĩnh Tường / 永祥)
- 옌락현 (Yên Lạc / 安樂)

| 현         | 베트남어        | 한자   | 면적 (km2) |
| ---------- | --------------- | ------ | ---------- |
| 까오퐁현   | Huyện Cao Phong | 高峰縣 | 254.37     |
| 다박현     | Huyện Đà Bắc    | 陀北縣 | 779.04     |
| 낌보이현   | Huyện Kim Bôi   | 金盃縣 | 549.50     |
| 락선현     | Huyện Lạc Sơn   | 樂山縣 | 581.00     |
| 락투이현   | Huyện Lạc Thủy  | 樂水縣 | 293.00     |
| 르엉선현   | Huyện Lương Sơn | 良山縣 | 369.85     |
| 마이쩌우현 | Huyện Mai Châu  | 枚州縣 | 564.54     |
| 떤락현     | Huyện Tân Lạc   | 新樂縣 | 523.00     |
| 옌투이현   | Huyện Yên Thủy  | 安水縣 | 282.00     |

## 경제
1990년에서 1995년에는 연 평균 72%의 성장을 이루었으며, 농업 생산량은 31%가 증가를 했고, 공업은 15%, 서비스업은 117%가 증가를 했다. 푸토에는 36개의 경제 단위와 63개의 지방 경제 단위, 그리고 5개의 외국인 투자 기반의 경제 단위가 있다. 1997년의 산업 구조는 농림업이 33.1%, 공업 제조가 33.8%, 그리고 서비스업이 33.1% 증가세를 보였다.